# Kevin Neirynck
Kevin Neirynck (Machelen, 16 november 1982) is een Belgisch voormalig professioneel wielrenner. Hij reed van 2006 tot 2010 voor Landbouwkrediet. Eerder liep hij al stage bij Chocolade Jacques en Quick Step, maar wist bij beide ploegen geen contract af te dwingen. 
Na het seizoen van 2010 werd het contract van Neirynck niet verlengd en keerde hij terug naar de amateurs.

## Belangrijkste overwinningen
2000
- Ronde van Vlaanderen, Junioren

## Resultaten in voornaamste wedstrijden
| Jaar | Gent-Wevelgem | Ronde van Vlaanderen | Parijs-Roubaix |
| ---- | ------------- | -------------------- | -------------- |
| 2006 |               |                      | 92e            |
| 2008 | 92e           |                      | 42e            |
| 2009 |               | 94e                  |                |

Bettini  · Boonen  · Bramati · Christensen · Cretskens · De Fauw · De Weert · Engels · Garrido · Hulsmans · Knaven · Lotz · Mercado · Moreni · Nuyens · Paolini · Pecharroman · Pozzato · Rogers     · Rosseler · Sinkewitz · Tankink · Trenti · Van Goolen · Vanthourenhout (tot 28/02) · Verbrugghe · Viganò · Weylandt · Zanini · Melis (stagiair) · Neirynck (stagiair) · Santaromita (stagiair)
Amorison · A. Capelle · Criquielion · Cummings · De Waele · De Wilde · Habeaux · Kleynen · Lebeau · Manning · Meirhaeghe · Neirynck · Renders · Sijmens · Simon · Van Loocke · Vanlandschoot · D. Verheyen · Verstrepen · Clancy (stagiair) · Clauwaert (stagiair) · Maene (stagiair)
Amorison · Boucher · A. Capelle · Clancy · De Waele · De Wilde · Gabriel · Kleynen · Kuyckx · Lebeau · Manning · Meirhaeghe · Neirynck · Peeters · Scheirlinckx · Sijmens · Van Mechelen · Vanlandschoot · D. Verheyen · Bellemakers (stagiair) · Delfosse (stagiair) · Maene (stagiair)
Amorison · Bellemakers · Boucher · A. Capelle · Clancy · De Waele · Delfosse · Gourgue · Kleynen · Kuyckx · Manning · Meirhaeghe · Neirynck · Nys · Peeters · Scheirlinckx · Sijmens · Stannard · Steels · Van Mechelen · Cappelle (stagiair) · Coomans (stagiair) · Hanseeuw (stagiair)
Amorison · Barbé · Bellemakers · Bertrand · Boucher · De Waele · Delfosse · Drouilly · Flahaut · Gourgue · Meirhaeghe · Neirynck · Nys · R. Peeters · K. Peeters · Ricci Poggi · Scheirlinckx · Verheyen · De Scheemaeker (stagiair) · Planckaert (stagiair) · Van den Haute (stagiair)
Amorison · Barbé · Bellemakers · Bertrand · Boucher · Caethoven · Commeyne · De Waele · Dekkers · Delfosse · Dockx · Drouilly · Gourgue · Neirynck · Nys · K. Peeters · Planckaert · Ricci Poggi · Scheirlinckx · Van den Haute · Verheyen · Barteau (stagiair) · De Scheemaeker (stagiair)